# 杉山久子
杉山 久子（すぎやま ひさこ、1966年2月21日 - ）は、日本の俳人、エッセイスト。山口県生まれ、山口市在住。山口新聞俳壇選者。俳句甲子園地区予選審査員。
1989年に句作開始。結社「星」を経て、「藍生」「いつき組」所属。1997年、第三回藍生新人賞受賞。2006年、第二回芝不器男俳句新人賞受賞。芝不器男俳句新人賞では抜群の安定性と幅の広さが評価された。2007年第一句集『春の柩』刊行。猫と旅が好きで、第二句集『猫の句も借りたい』は、猫を扱った句のみで編まれている。2010年第三句集『鳥と歩く』刊行。2016年第四句集『泉』刊行、同句集により第一回姨捨俳句大賞受賞。

## 作品
- 「祈りがある。澄んだこころの内に常に感謝の念がある（黒田杏子）」「繊細にして逞しい（坪内稔典）」「彼女は己を決めつけない。外界の現象も己の身に起こる喜怒哀楽も、しなやかに感じ取り、したたかに受け止め、いとも軽やかに淡々と水のごとく詠む（夏井いつき）」と評される。句柄は花鳥風月の客観写生から現代的な二物衝撃まで幅広い。
- 生き物を句材にすることが多く、猫と鳥などの動物のほかに、桜百句を20年間詠み続けた。角川俳句賞では桜の句のみで構成された50句で受賞候補に残り、稲畑汀子の選を得ている。
- 芝不器男俳句新人賞の受賞作では、師の黒田杏子に「日盛や仏は持てり金の舌」の三段切れを指摘されたが、本人は鋭い舌をイメージして敢えてこの形を選んだと述べている。なお、選考委員の坪内稔典はこの句を最も高く評価した。

- 『春の柩』の「刊行によせて」では、審査員の一人である対馬康子に下記のように評された。

　杉山久子さんの作品は、短く俳壇を通過する「彗星」ではなく、また太陽の光によって初めて耀く「月」のような衛星でもなく、正しく位置を保ちながら、自ら発光する「恒星」のように力強い。知性と感性は永久軌道を周回させる造化の法理により、懐かしく心地よいバランスを保っており、いわば「黄金率」を形成するかのようである。現代という時代の不安や悲しみをこの黄金率を踏まえて、遠く深く隔てたところから呼びかけてくるように作品を想像していく。

## 第一回姨捨俳句大賞受賞
第一回姨捨俳句大賞では全国200人の俳人から推薦を受けた句集より、選考委員３名（小澤實、筑紫磐井、仲寒蟬）によって受賞候補４冊が選び出された。この選考会で、小澤實は杉山の句が一部の若手俳人たちに模倣されている点を指摘し、杉山の直前の句集『鳥と歩く』からの杉山自身の進化を問い、杉山を推す筑紫磐井、仲寒蟬との激論となった。小澤は杉山が読むべき作品ではないとして「亀鳴くやかなしきものに袋とぢ」などを挙げ、筑紫は摸倣作家の摸倣の及ばない杉山の独自性のある作品として「深き深き森を抜けきて黒ビール」「白菫かたまり咲くをけふの糧」を挙げている。最終的に久保純夫の『日本文化私観』との決選投票となり、３票中２票を獲得した杉山久子の『泉』が受賞となった。
　同賞は諸般の事情により第二回で中止となっており、第三回の開催中止が決定した際、小澤實は「年齢、所属などの縛りが無く、公開での選考による句集賞、貴重であったと思います。」と惜しんでいる。

## 人物
- 夏井いつきに黒田杏子を紹介され、「藍生」に入会している。「いつき組」の組員でもある。
- 20代半ばの頃、四国八十八カ所巡りを満行。師の黒田杏子を驚かせた。この遍路の仔細は、吟行記として著書『行かねばなるまい』にまとめられている。
- 選者を務める山口新聞俳壇の投句者たちが独学で開催している句会に自ら赴き、参加したことがある。
- 衣服やバッグ、マスク、マスキングテープにいたるまで多くの猫グッズを持っている。
- 趣味の一つに二胡があり、ボランティアでグループホームなどで演奏を行っている。

## 代表的な句
立春の水際を歩く鳥と歩く
かほ洗ふ水の凹凸揚羽くる
生きてゐる冬の泉を聴くために

## 著書
- 句集『春の柩』（2007年、愛媛県文化振興財団）
- 句集『猫の句も借りたい』（2008年、マルコボ.コム）
- 句集『鳥と歩く』（2010年、ふらんす堂）
- 『超新撰21』（共著、2010年、邑書林）
- 『行かねばなるまい』（2011年、創風社出版）
- 句集『泉』（2015年、ふらんす堂）
- 句集『栞』(2023年、朔出版）

## ギャ句゛
杉山久子は本歌取りのような形式で原句を面白おかしい内容に変えてしまう「ギャ句゛（ギャグ）」の発案者である。本人は遊びで始めたが、夏井いつきからはギャ句゛の宗匠と呼ばれ、宗匠の作品を筆頭に公募作品が書籍化されている。
　日本ギャ句゛協会会長を名乗る夏井によると、ギャ句゛は原句として名句を覚えようとすることで韻を身体に叩き込むことができ、同音異義語などの語彙を増やす効果があると推奨しており、その定義を「古今東西の名句を一音変えるとか語順変えるとか、何か変えることによって意味を愕然とねじ曲げてしまう。最小の文字変換で最大の意味変換をする」としている。
　宗匠の杉山久子によって最初に作られたギャ句゛「瘦馬のあばれ危険や秋高し」は、濁点を一つ別の文字に移動しただけである。
例句
- 「瘦馬のあはれ機嫌や秋高し」村上鬼城　→　「瘦馬のあばれ危険や秋高し」杉山久子
- 「鎌倉を驚かしたる余寒あり」高浜虚子　→　「キャバクラを驚かしたる股間あり」杉山久子
- 「行く春や鳥啼き魚の目は泪」松尾芭蕉　→　「行く春や疣胼胝魚の目がなんだ」杉山久子
- 「咳をしても一人」尾崎放哉　　　　　　→　「籍を入れても一人」夏井いつき
- 「鞦韆にしばし遊ぶや小商人」前田普羅　→　「終戦にしばし遊ぶや小悪人」金子どうだ
- 「土の上に地図広げあるキャンプかな」篠原鳳作　→　「土の上に地図広げあるギャングかな」凪太